# I Remember Mama

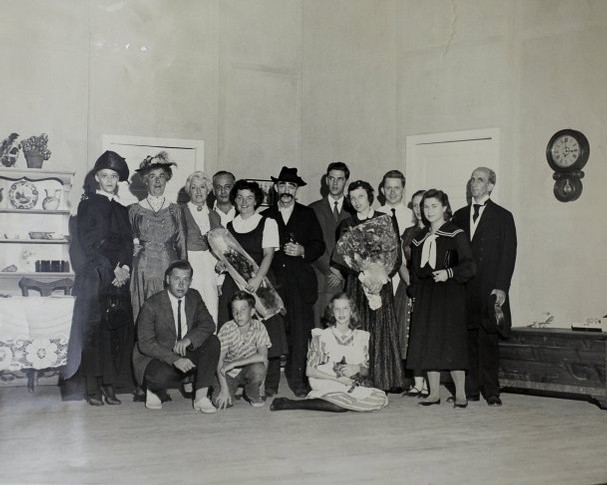
I Remember Mama, produzida por Richard Rodgers e Oscar Hammerstein II, estreou na Broadway em 1944, quatro anos antes da adaptação para as telas. Na foto, o elenco original da montagem napolitana, de 1953.

I Remember Mama (bra A Vida de um Sonho) é um filme estadunidense de 1948, do gênero drama familiar, dirigido por George Stevens e estrelado por Irene Dunne e Barbara Bel Geddes.

## A produção
O filme de certa forma evoca e quase duplica o clássico Little Women, com todo seu interesse humano, generosidade e a singular atração por uma era que já se foi.
A fonte única para o roteiro seria o livro de memórias Mama's Bank Account de Kathryn Forbes, sobre as atribulações de sua família norueguesa na São Francisco no início do século XX. A RKO já detinha os direitos de filmagem desde 1943, data da publicação da obra. Neste ínterim, porém, Richard Rodgers e Oscar Hammerstein II produziram, com sucesso, uma versão para o teatro, dramatizada por John Van Druten, o que reavivou o interesse na história e garantiu ao filme o status de produção classe A. Ao fim e ao cabo, o roteiro acabou sendo baseado não somente no livro, mas também na peça.
Episódico, longo, charmoso e sentimental, I Remember Mama não recebeu nenhuma estatueta do Oscar, mas foi distinguido com cinco importantes indicações, quatro delas para membros de um elenco impecável. Foi lembrado também pelo Golden Globe e o Writers Guild of America.
Apesar de todos os prêmios, de todos os aplausos da crítica, e de ter tido uma das melhores respostas iniciais dada a uma película da RKO em vários anos, o filme foi incapaz de gerar lucros para o estúdio, em virtude de seu alto custo de produção -- $3,068,000.
Na opinião de Ken Wlaschin, I Remember Mama é um dos dez melhores filmes de Irene Dunne.
Uma série de TV, inspirada pelo filme e intitulada simplesmente Mama, foi produzida pela CBS entre 1949 e 1957, com um elenco capitaneado por Peggy Wood.

## Sinopse
O filme é um retrato terno e honesto de uma indomável dona de casa norueguesa, que luta para criar sua família em solo estrangeiro, no caso, na São Francisco da primeira década do século XX. A história é contada pela filha mais velha, Katrin, que convive com seu pacato pai, com o nervoso mas de bom coração tio Chris, e com três tias excêntricas, duas irmãs e um irmão. Presentes também, um gentil coveiro e um ator canastrão que sempre atrasa o aluguel.

## Premiações
| Prêmio                         | Categoria | Situação |
| ------------------------------ | --- | -------- |
| Oscar                          | Melhor Atriz (Irene Dunne) Melhor Ator Coadjuvante (Oskar Homolka Melhor Atriz Coadjuvante (Barbara Bel Geddes) Melhor Atriz Coadjuvante (Ellen Corby) Melhor Fotografia (preto e branco) | Indicado |
| Writers Guild of America Award | Melhor Roteiro de Drama Norte-americano Melhor Roteiro de Comédia Norte-americano Roteiro Que Melhor Lidou com os Problemas Norte-americanos                                              | Indicado |
| Golden Globe                   | Melhor Atriz Coadjuvante (Ellen Corby) | Vencedor |

- Incluído na relação dos Dez Melhores Filmes do Ano do Film Daily.

## Elenco
| Ator/Atriz         | Personagem             |
| ------------------ | ---------------------- |
| Irene Dunne        | Mama                   |
| Barbara Bel Geddes | Katrin                 |
| Oskar Homolka      | Tio Chris              |
| Philip Dorn        | Papa                   |
| Cedric Hardwicke   | Senhor Hyde            |
| Edgar Bergen       | Senhor Thorkelson      |
| Rudy Vallée        | Doutor Johnson         |
| Barbara O'Neil     | Jessie Brown           |
| Florence Bates     | Florence Dana Moorhead |
| Peggy McIntyre     | Christine              |
| June Hedin         | Dagmar                 |
| Steve Brown        | Nels                   |
| Ellen Corby        | Tia Trina              |
| Hope Landin        | Tia Jenny              |
| Edith Evanson      | Tia Sigrid             |
| Franklyn Farnum    | Não-creditado          |